# Toucher

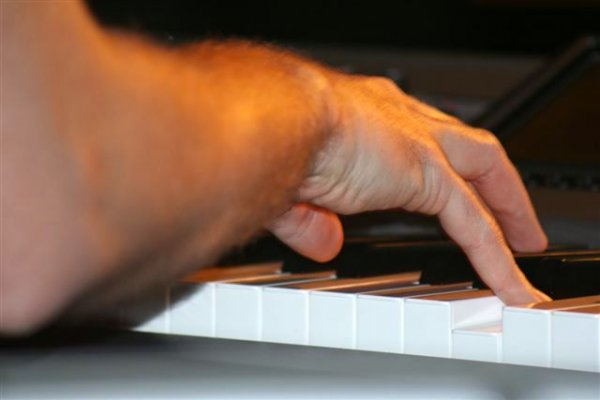
Een hand op een toetsenbord

Onder het toucher (Frans voor 'aanraken') wordt in de muziek, en in het bijzonder in het pianospel, de aanslag verstaan. Men spreekt vaak van het toucher van een pianist om algemene karaktertrekken van diens spel weer te geven.

## Vormen van toucher
Er zijn in het pianospel zeer vele en diverse vormen van 'toucher'. Het toucher komt tot stand door een bepaald gebruik van de tastzin, spiergebruik en motoriek van het speelapparaat (de vingers, arm, pols), door het gebruik van het gewicht (van arm en hand), en door de richting en de snelheid van de aanraking van de vinger met de toets. De uiteindelijke klank die het resultaat is van het toucher zal bepalen hoe een luisteraar het pianospel als geheel ervaart.

## Karakter van de klank
Voor karakterisering van het toucher worden vaak beeldende termen gebruikt zoals:
- Een fluwelen toucher
- Een direct toucher
- Een parelend toucher
- Een wollig toucher

## Techniek
Om een bepaald soort toucher te realiseren zal de pianist zoeken naar de meest geschikte technische wijze van spelen. Enige voorbeelden:
- Een zacht toucher kan gerealiseerd worden door met weinig gewicht van de arm en een wat plat neergelegde vinger met het 'vlees' tegenover de nagelkant de toets te 'aaien'.
- Een parelend briljant toucher kan ontstaan doordat de pianist veel gewicht van de arm doorgeeft aan de toets, via een op spanning gebrachte kromme vinger, die met zijn topje op de toets hamert, middels een optrekbeweging vanuit de knokkel, gevolgd door een neergaande beweging.

## Hoofdelementen
Het toucher omvat twee hoofdelementen:
- Gewichtsspel
- Vingerspel

Deze worden vaak in diverse combinaties toegepast om de snelheid van de toets te bepalen.
Ook het loslaten van een toets (de afdemping van de klinkende toon) is van invloed op het toucher.
Verder streven pianisten er naar om hun toucher zo te trainen en af te regelen dat elke vinger (en de duim) egaal kunnen spelen in passagewerk, zodat een luisteraar geen ongewenste accenten hoort bij gebruik van diverse vingerzettingen.

## Invloed van pedalen
Pedaalgebruik kan van invloed zijn op het toucher. Bij ingedrukt rechter pedaal kan de weerstand van de toets minder worden (de demper hoeft dan niet met de vinger te worden opgetild van de snaar) hetgeen minder kracht vereist voor het indrukken van de toets. Bij gebruik van het linkerpedaal wordt de klank van de aanslag veranderd, omdat er dan una corda wordt gespeeld.

## Invloed van instrument
Het bespeelde instrument heeft ook invloed op het toucher:
- De weerstand van de toetsen: grote vleugels spelen doorgaans zwaarder dan kleine piano's. Ook zijn de toetsen vaak zo afgeregeld dat toetsen in de bassen zwaarder spelen dan toetsen in de discant.
- Het gebruikte materiaal waarmee de toetsen bekleed zijn: sommige pianisten geven de voorkeur aan ivoren[2] toetsen, omdat die wat stroever aanvoelen dan gladde kunststof toetsen.
- De afregeling van het mechaniek. Als een piano slecht is afgeregeld zal het toucher minder uit de verf komen. Pianisten spreken dan van een slecht 'reagerend' instrument.